# Hindustan Times
Hindustan Times is een Engelstalige krant in India met een oplage van ongeveer 1 miljoen. Het is daarmee de 3e grootste Engelstalige krant van India.
Hindustan Times werd in 1924 opgericht door de journalist en vrijheidsstrijder Sunder Singh Lyallpuri, die in 1920 al een ander dagblad was begonnen, the Akali. Hindustan is een andere naam voor India. Het maakt nu deel uit van de KK Birla-groep, een onderneming van de in 2008 overleden Krishna Kumar Birla, en is eigendom van HT Media ltd. (voor 69 procent in handen van KK Birla).
De krant komt uit in verschillende edities: New Delhi, Mumbai, Calcutta, Lucknow, Patna, Ranchi, Bhopal en Chandigarh. In 2004 kwam de krant met een dagblad voor jongeren, HT Next. Andere zusterpublicaties zijn onder meer de zakenkrant Mint en de Hindi-krant Hindustan.
In het verleden werd de krant gezien als betrouwbaar, de laatste jaren wordt hij echter steeds meer als onbetrouwbaar beschouwd.